# Ilse Pfeffer
Ilse Pfeffer (* 9. Juni 1955 in Wien) ist eine österreichische Politikerin (SPÖ). Von 2002 bis März 2022 war sie Bezirksvorsteherin des 17. Wiener Gemeindebezirks Hernals.

## Leben
Pfeffer studierte Psychologie und Pädagogik und war ab 1984 als Psychologin im Amt für Jugend und Familie tätig. Gleichzeitig mit dem Beginn ihrer Berufslaufbahn wurde Pfeffer in der SPÖ Hernals aktiv und war von 1987 bis 2001 Bezirksrätin. 1989 übernahm sie die Sektionsleitung der Sektion 11 der SPÖ-Hernals, 1997 wurde sie Vorsitzende des Finanzausschusses. Innerparteilich übernahm sie 2000 die Funktion des Stellvertretenden Bezirksparteivorsitzenden, 2001 wurde sie zur Bezirksvorsteher-Stellvertreterin gewählt. Am 6. März 2002 übernahm sie schließlich das Amt der Bezirksvorsteherin in Hernals. Am 24. März 2022 folgte ihr nach 20 Jahren im Amt ihr bisheriger Stellvertreter Peter Jagsch (SPÖ) als Bezirksvorsteher nach.